# Sangar al-Halabi
Sangar al-Halabi († nach Juli 1261) war ein Mameluk der von 1260 bis 1261 kurzzeitig ein unabhängiger Herrscher von Damaskus war. Als solcher führte er den Titel al-Malik al-Mudschahid.
Sangar war ein Offizier der Mameluken unter Sultan Qutuz. Von diesem wurde er nach der siegreichen Schlacht bei ʿAin Dschālūt gegen die Mongolen (September 1260) zum Statthalter in Damaskus eingesetzt. 
Qutuz wurde im Oktober 1260 in Ägypten von Baibars ermordet, der nun selbst das Sultanat usurpierte. Auf die Nachricht von diesem Umsturz ließ Sangar die Stadtmauern von Damaskus instand setzen. Am 12. November 1260 proklamierte er sich selbst zum Herrscher (al-Malik) und positionierte sich somit als eigenständiger Herrscher. Da er den Namen des Baibars auf den in Damaskus geschlagenen Münzen neben dem eigenen beibehielt, wird angenommen, dass Sangar die formelle Oberhoheit des Sultans von Ägypten weiter anzuerkennen gedachte, nur dass er als Herr von Damaskus ein Primat über alle anderen Fürsten Syriens beanspruchte. Die Ayyubiden-Emire wie auch die meisten Befehlshaber der in Syrien stationierten Mameluken-Einheiten lehnten allerdings eine Herrschaft des Sangar ab und erkannten sofort Baibars als ihren direkten Oberherren an.
Im Dezember 1260 fielen die Mongolen erneut in Syrien ein, eine Koalition der Ayyubiden-Emire von Homs und Hama schlug sie allerdings in einer Schlacht bei Homs. Sangar hatte an diesem Sieg keinerlei Anteil. Im Januar 1261 trafen in Damaskus Abgesandte aus Ägypten ein, die Baibars zum alleinigen Herrn von Syrien ausriefen und Sangar zur bedingungslosen Unterwerfung aufforderten. Am 15. Januar 1261 wurden seine Truppen in einem Gefecht mit den zu Baibars haltenden Mameluken geschlagen, zwei Tage darauf zogen diese in Damaskus ein. Damit waren Sangars Ambitionen gescheitert, er zog sich in ein Versteck nach Baalbeck zurück.
In den folgenden Monaten konnte Sangar eine Aussöhnung mit Baibars erreichen, der ihn wieder in das Offizierskorps der Mameluken aufnahm. Er wurde sogar zum Statthalter von Aleppo ernannt und mit der Einnahme dieser Stadt betraut, in der sich inzwischen ein weiterer Mameluk, Aqqusch al-Burli, unabhängig gemacht hatte. Am 2. Juli 1261 konnte Sangar in Aleppo einziehen, allerdings gelang Aqqusch kurze Zeit darauf die Rückeroberung der Stadt. Darauf wurde Sangar von Ala' ad-Din Aydekin abgelöst, in den Überlieferungen wird danach nicht mehr von ihm berichtet.

## Quelle
- Ibn Wasil, Mufarrij al-kurub fi akhbar bani Ayyub, BnF Paris, ms. arabe 1703, fol. 164r-168v